# Morris Chang
Morris Chang o Chang Chung-mouW (張忠謀T, Zhāng ZhōngmóuP; Ningbo, 10 luglio 1931) è un imprenditore taiwanese-statunitense che ha fatto carriera negli Stati Uniti e in seguito a Taiwan. È il fondatore (e in precedenza presidente e CEO) di Taiwan Semiconductor Manufacturing Company (TSMC), la prima e la più grande fonderia di silicio al mondo. È noto anche per avere fondato a Taiwan l'industria dei semiconduttori.
Secondo Forbes il suo patrimonio netto è stimato nel 2022 in 2,8 miliardi di dollari.

## Biografia
Chang è nato nel 1931 nella città di Ningbo, situata nella provincia dello Zhejiang, in Cina. Quando era giovane, voleva diventare uno scrittore o un giornalista, ma il padre Chang Wei-kuan (張蔚觀T) lo persuase diversamente. Questi era un funzionario responsabile delle finanze per il governo della contea di Yin e successivamente un direttore di banca. A causa del cambiamento di carriera del padre e dello scoppio della seconda guerra sino-giapponese, la famiglia Chang visse a Nanchino, Guangzhou, Chongqing e Shanghai.
Chang ha trascorso la maggior parte dei suoi anni di scuola primaria nella Hong Kong britannica. Nel 1941 iniziò l'occupazione giapponese di Hong Kong e la famiglia di Chang tornò a Shanghai e poi Ningbo per alcuni mesi, arrivando infine a Chongqing, capitale temporanea del governo nazionalista. Nel 1948, mentre la Cina era al culmine della ripresa della guerra civile cinese, Chang si trasferì nuovamente a Hong Kong, un anno prima dell'istituzione della Repubblica popolare cinese (RPC) e della ritirata della Repubblica cinese (ROC) a Taiwan.

### Negli Stati Uniti
Nel 1949, Chang si trasferì negli Stati Uniti per frequentare l'Università Harvard. Al secondo anno è passato al Massachusetts Institute of Technology conseguendo la laurea e il master in ingegneria meccanica al MIT rispettivamente nel 1952 e nel 1953. Chang ha fallito due esami di qualifica di dottorato consecutivi e alla fine ha lasciato il MIT senza ottenere un dottorato di ricerca. Nel 1955 fu assunto da Sylvania Semiconductor, allora conosciuta solo come una piccola divisione di semiconduttori di Sylvania Electric Products.
Tre anni dopo, nel 1958, si trasferì alla Texas Instruments (TI), che era in rapida ascesa nel suo campo. Dopo tre anni in TI, è diventato responsabile della sezione di ingegneria dell'azienda. Fu allora, nel 1961, che TI decise di investire su di lui dandogli l'opportunità di ottenere il dottorato di ricerca, che conseguì in ingegneria elettrica alla Stanford University nel 1964.
Durante i suoi 25 anni di carriera (1958–1983) in Texas Instruments, è salito di grado fino a diventare il vicepresidente del gruppo responsabile del business mondiale dei semiconduttori di TI. Lasciò la TI e in seguito divenne presidente e direttore operativo della General Instrument Corporation (1984–1985).
Chang ha lavorato a un progetto a quattro transistor per TI in cui la produzione è stata eseguita da IBM. Questo è stato uno dei primi rapporti con la fonderia di semiconduttori. Sempre in TI, Morris ha aperto la strada all'idea allora controversa di prezzare i semiconduttori prima della curva dei costi o di sacrificare i primi profitti per guadagnare quote di mercato e ottenere rendimenti manifatturieri che si tradurrebbero in maggiori profitti a lungo termine.

### Ritorno a Taiwan
Dopo aver lasciato la General Instrument Corporation, Sun Yun-suan, Premier della Repubblica Cinese, lo ha reclutato per diventare presidente dell'Istituto di ricerca sulla tecnologia industriale a Taiwan, dove ora ha sede la ROC dopo essere andata via dalla terraferma. 
In qualità di capo di un'organizzazione no-profit sponsorizzata dal governo, era incaricato di promuovere lo sviluppo industriale e tecnologico a Taiwan. Chang ha fondato TSMC nel 1987, l'inizio del periodo in cui le aziende vedevano sempre più valore nell'esternalizzare le proprie capacità produttive in Asia. Ben presto, TSMC divenne uno dei produttori di chip più redditizi al mondo. Chang ha lasciato ITRI nel 1994 ed è diventato presidente di Vanguard International Semiconductor Corporation dal 1994 al 2003, pur continuando a ricoprire il ruolo di presidente di TSMC. Nel 2005, ha lasciato la posizione di CEO di TSMC a Rick Tsai.
Nel giugno 2009, Chang è tornato ancora una volta a ricoprire il ruolo di CEO di TSMC. Il 5 giugno 2018, Chang ha annunciato il suo ritiro, seguito da CC Wei come CEO e Mark Liu come presidente. Chang ha ricevuto l "Ordine delle nubi propizie", prima classe nel settembre 2018.
Chang è stato più volte inviato presidenziale della Repubblica di Cina (Taiwan) presso l'APEC. Ha rappresentato Chen Shui-bian nel 2006. Tsai Ing-wen lo ha nominato per lo stesso incarico nel 2018, 2019 e 2020.

## Vita privata
Sposato con Sophie Chang, filantropa. Hanno tre figli.

## Opere
- (ZH) 張忠謀自傳（上冊） 1931-1964 [Autobiography of Morris C.M. Chang Vol. 1 (1931-1964)], 天下文化, 1998, ISBN 9576214491.